# Xanthosoma dealbatum
Xanthosoma dealbatum är en kallaväxtart som beskrevs av Michael Howard Grayum. Xanthosoma dealbatum ingår i släktet Xanthosoma och familjen kallaväxter.
Artens utbredningsområde är Costa Rica. Inga underarter finns listade.